# کارن سارگسیان (سیاستمدار زاده ۱۹۸۰)
کارن سارگسیان (ارمنی: Կարեն Գրիգորի Սարգսյան؛ انگلیسی: Karen Grigory Sargsyan؛ زادهٔ ۱۸ دسامبر ۱۹۸۰) یک و سیاستمدار اهل جمهوری آرتساخ است که از تاریخ ۲۶ ژ‌انویه ۲۰۲۱ تا کنون سمت وزارت امور داخلی جمهوری آرتساخ را برعهده داشت.

## زندگی‌نامه
در ۱۸ دسامبر ۱۹۸۰ در استپاناکرت به دنیا آمد و از دانشگاه دولتی ایروان فارغ‌التحصیل شد. 